# Università a Milano

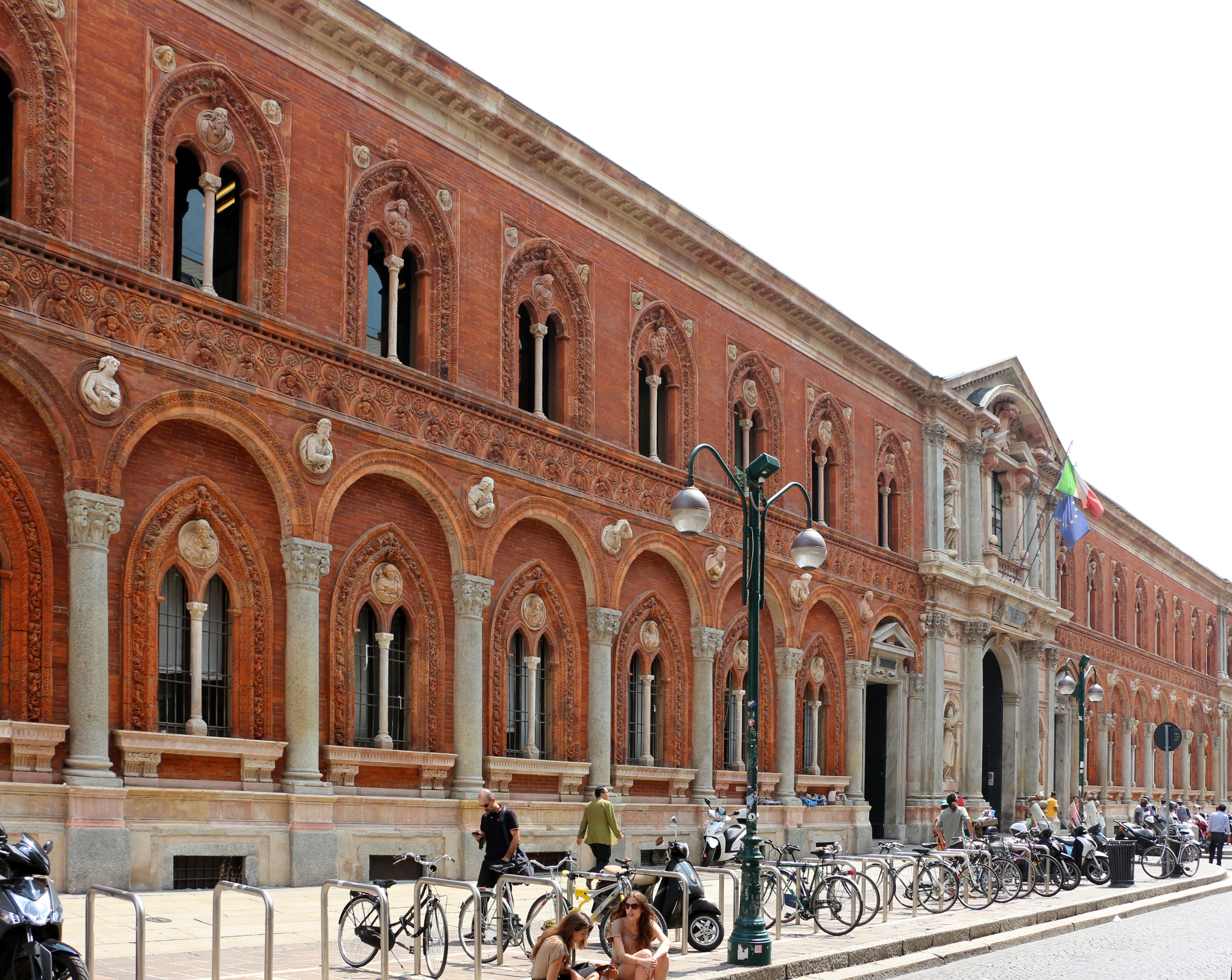
La Ca' Granda in via Festa del Perdono, sede dell'Università degli Studi di Milano

Il sistema delle università presenti a Milano comprende 39 centri universitari (44 facoltà, 174 000 nuovi studenti l'anno, pari al 10% dell'intera popolazione universitaria italiana), e ha il maggior numero di laureati e studenti post laurea (34 000 e più di 5000, rispettivamente) in Italia. È la prima città in Italia per offerta di facoltà. Un consorzio tra gli atenei (escluse le Accademie e il Conservatorio) ha dato luogo alla nascita di un "collegio di eccellenza" nel 2003: il Collegio di Milano.

## Descrizioni

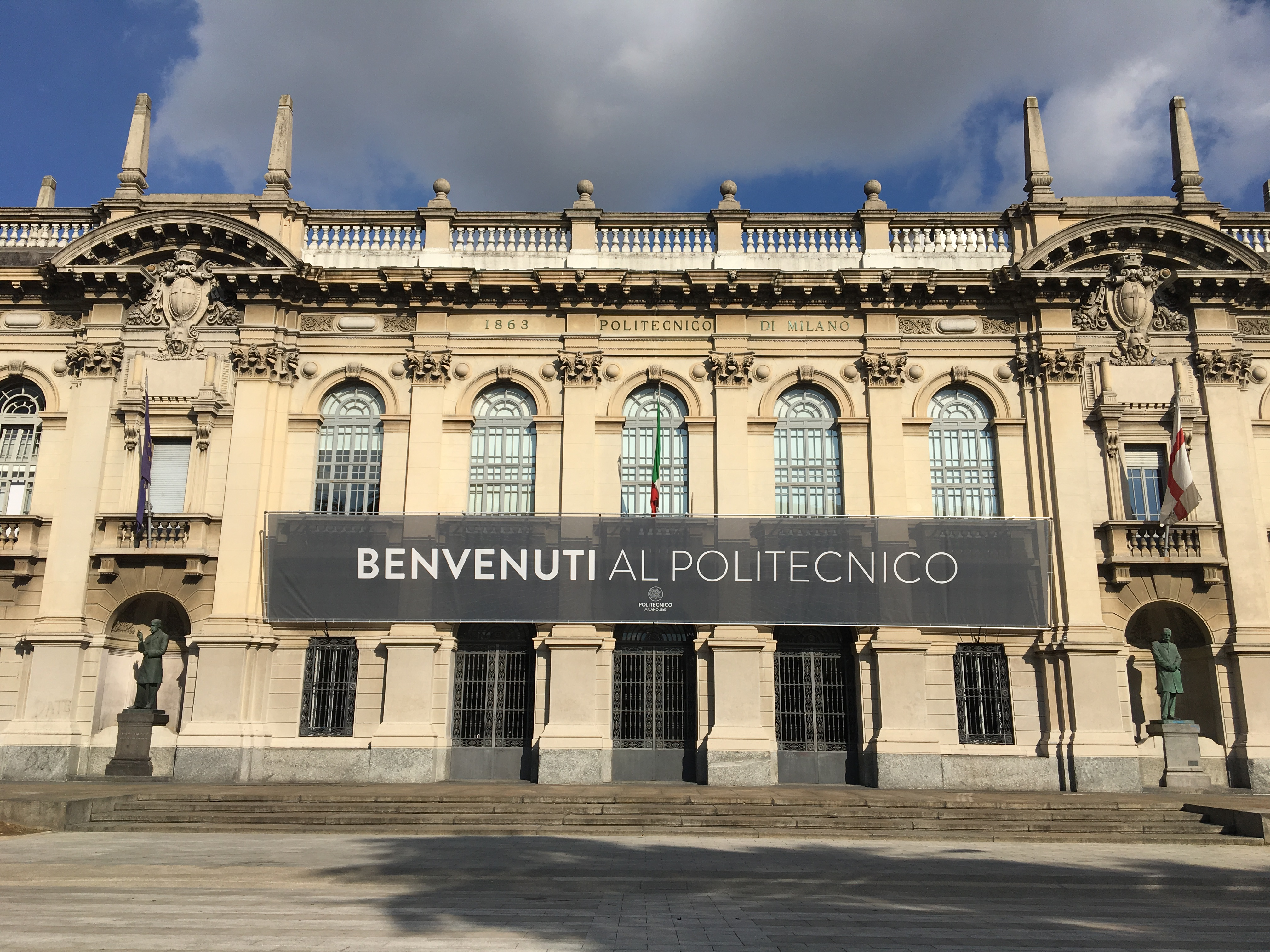
Politecnico di Milano.

Il primo ateneo della città e della Lombardia per dimensioni e numero di studenti, circa 60 000, è l'Università degli Studi di Milano, fondata nel 1924 con sede nel rinascimentale palazzo della Ca' Granda; ha 9 facoltà, 58 dipartimenti, 48 istituti e un corpo docente di 2500 professori. L'Università, detta "la Statale" si articola nelle facoltà umanistiche, di medicina, di scienze sociali e delle scienze naturali.
Il Politecnico offre corsi di laurea in ingegneria, architettura e disegno industriale. Fondato il 29 novembre 1863, il Politecnico di Milano è la più antica università di Milano. Tra i suoi più eminenti professori vi sono il matematico Francesco Brioschi (il suo primo direttore), Luigi Cremona, e Giulio Natta (premio Nobel per la Chimica nel 1963). Oggi è organizzato in 16 dipartimenti e una rete di nove Scuole di Ingegneria, Architettura e Disegno Industriale, si sviluppa su 7 campus in tutta la Lombardia. Il numero degli studenti iscritti in tutte le sedi è di circa 38 000, il che rende il Politecnico di Milano la più grande università tecnica in Italia. Nel 2021 è stato definito da QS, per il settore tecnologico ed ingegneristico, tra le prime 20 università al mondo, tra le prime 7 università in Europa, e prima in Italia, specialmente per quanto riguarda le facoltà di Ingegneria Meccanica, Ingegneria Matematica, Ingegneria Chimica, Architettura, Ingegneria Civile, Ingegneria Elettrica e Ingegneria Informatica.

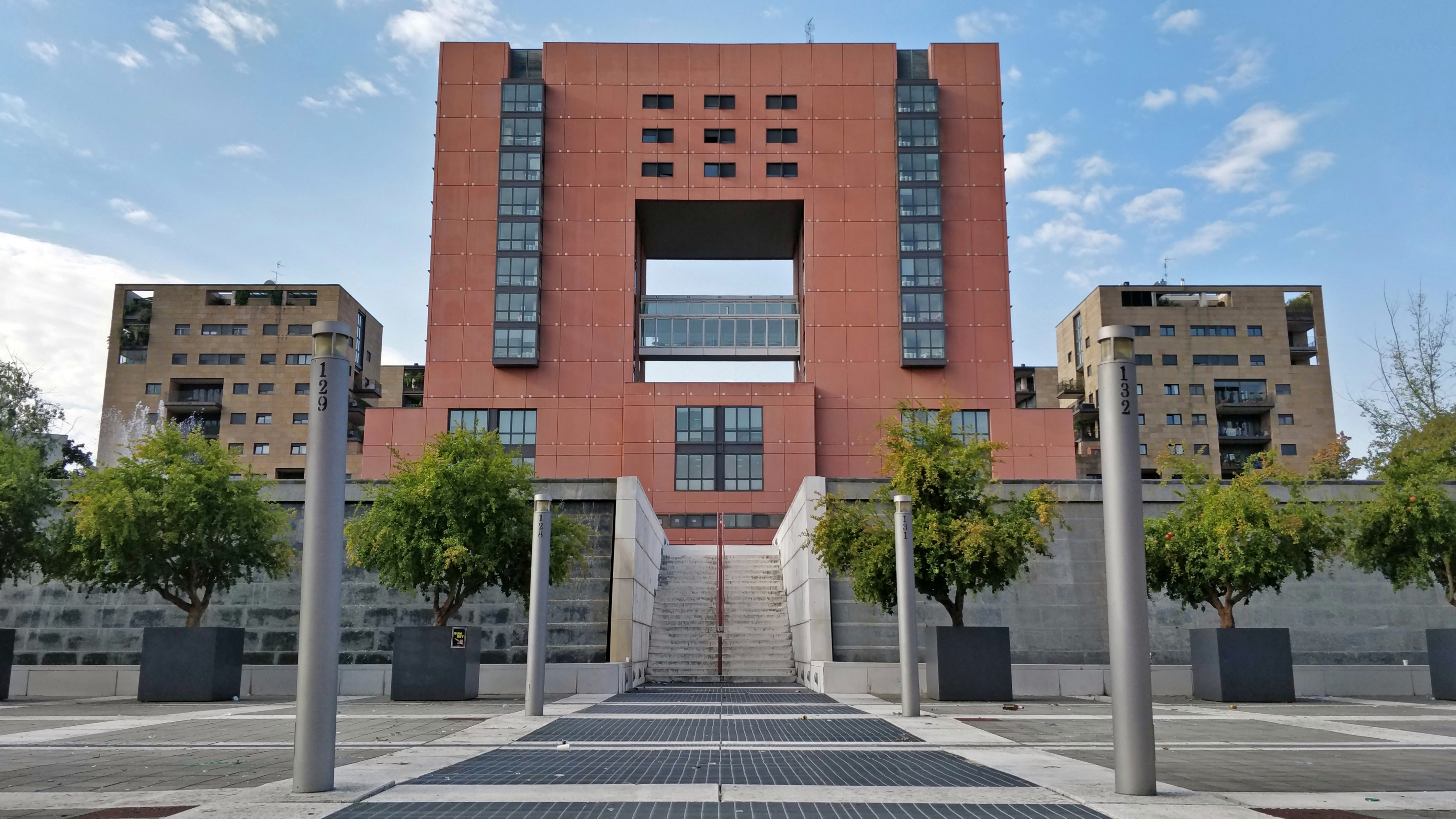
Campus dell'Università di Milano-Bicocca.

Di recente istituzione ma già ben avviata è l'Università degli Studi di Milano-Bicocca, il secondo ateneo pubblico milanese, più di 30 000 studenti; programmata e progettata attraverso la riconversione di una grande area industriale, l'università Bicocca è stata realizzata agli inizi degli anni novanta per decongestionare il polo universitario di Città Studi oramai saturo.
Nel 1902 nasce l'Università commerciale Luigi Bocconi, ateneo privato ai vertici in Italia, specializzato nell'insegnamento delle facoltà di scienze economiche, catalogata tra le 20 migliori scuole di business del mondo dal The Wall Street Journal, prima nella classifica mondiale di Forbes, e nel maggio 2008 il Financial Times l'ha classificata quinta in Europa e quindicesima al mondo tra le migliori università di business.
L'Università Cattolica del Sacro Cuore è considerata la più grande università cattolica del mondo con 42 000 iscritti. Con sede principale nel centro della città adiacente alla Basilica di Sant'Ambrogio, è un ateneo specializzato nelle facoltà umanistiche, economiche e di scienze sociali e naturali. Ha ricevuto il voto massimo da QS, le cinque stelle, per quanto riguarda la qualità dell'insegnamento didattico, le infrastrutture dell'ateneo, e il grado di occupazione post laurea dei suoi studenti. Tra le grandi personalità frequentanti i suoi corsi si ricordano: Oscar Luigi Scalfaro, Romano Prodi, Ciriaco De Mita, Amintore Fanfani ed Enrico Mattei.

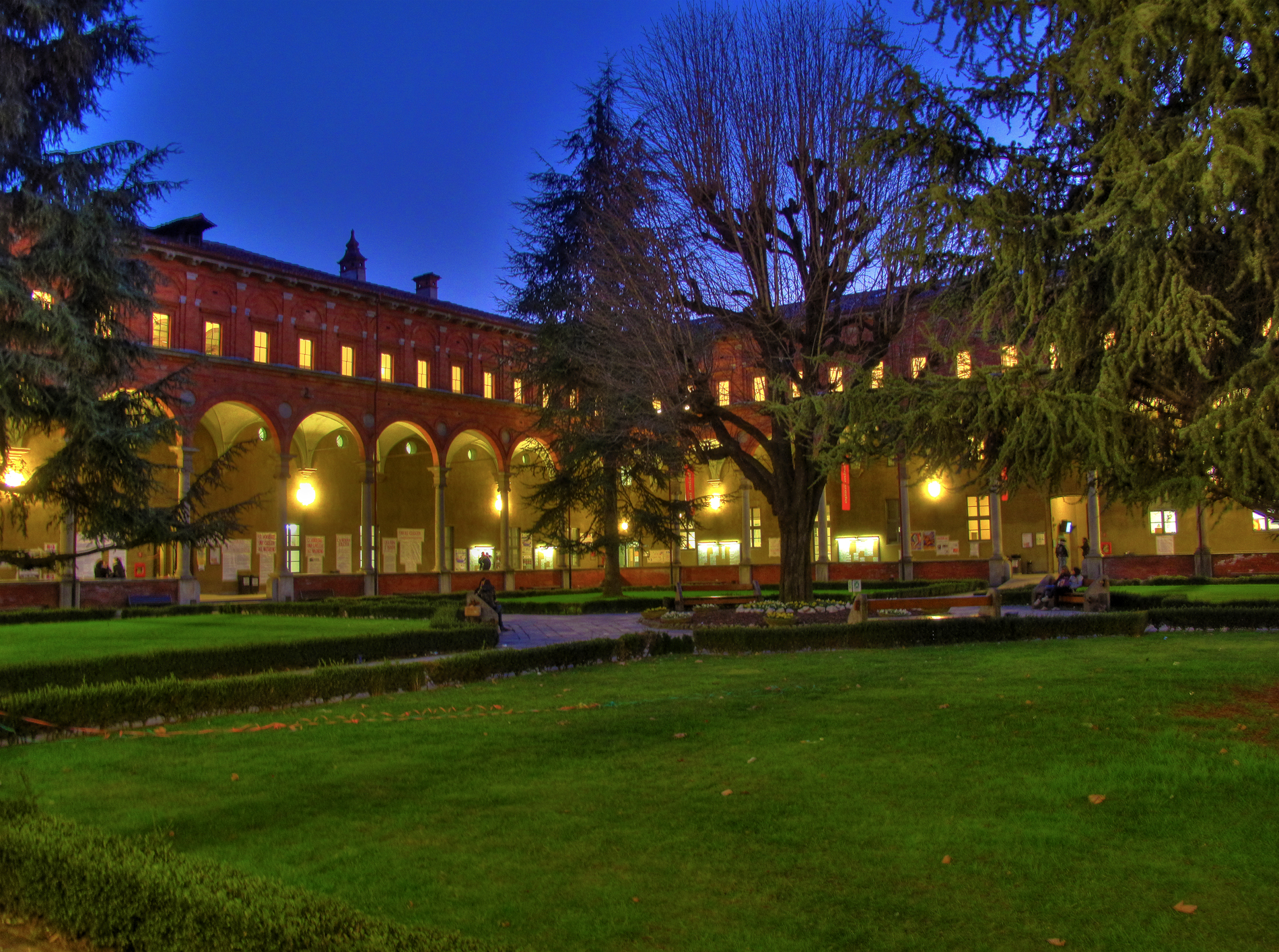
Università Cattolica del Sacro Cuore.

L'Accademia di belle arti di Brera è specializzata nell'alta formazione artistica e musicale, arte creativa (pittura, scultura, grafica, foto, video), discipline storiche e culturali, è l'istituzione accademica con il più alto tasso di internazionalizzazione in Italia con circa 3500 studenti tra cui oltre 850 stranieri provenienti da 49 nazioni.
Il Pontificio Istituto Ambrosiano di Musica Sacra fondato nel 1931 dal beato card. A. I. Schuster, arcivescovo di Milano e canonicamente eretto dalla Sede Apostolica nel 1940, si configura attualmente - analogamente al Pontificio istituto di musica sacra di Roma, al quale è consociato - come Istituto "ad instar facultatis" ed è abilitato a conferire gradi accademici con valore canonico.
Il Conservatorio Giuseppe Verdi è una scuola di musica istituita con regio decreto del 1807, quando la città era la capitale del napoleonico Regno d'Italia. Ha aperto l'anno seguente con premesse nei chiostri della barocca chiesa di Santa Maria della Passione. Ci sono stati inizialmente 18 convittori, tra cui studenti di ambo i sessi. Con più di 1700 studenti, oltre 240 insegnanti e 20 major, è la più grande università d'Italia dedicata alla musica.
La Libera Università di Lingue e Comunicazione IULM, è un ateneo privato fondato nel 1968, specializzatosi nella ricerca per i servizi di consumo, comunicazione aziendale e ICT, turismo, moda, beni culturali e il loro uso, lingue straniere finalizzate al commercio, economia, marketing e distribuzione, ha due sedi una a Milano e una a Feltre e insieme raggiungono i quasi 10 000 studenti iscritti.

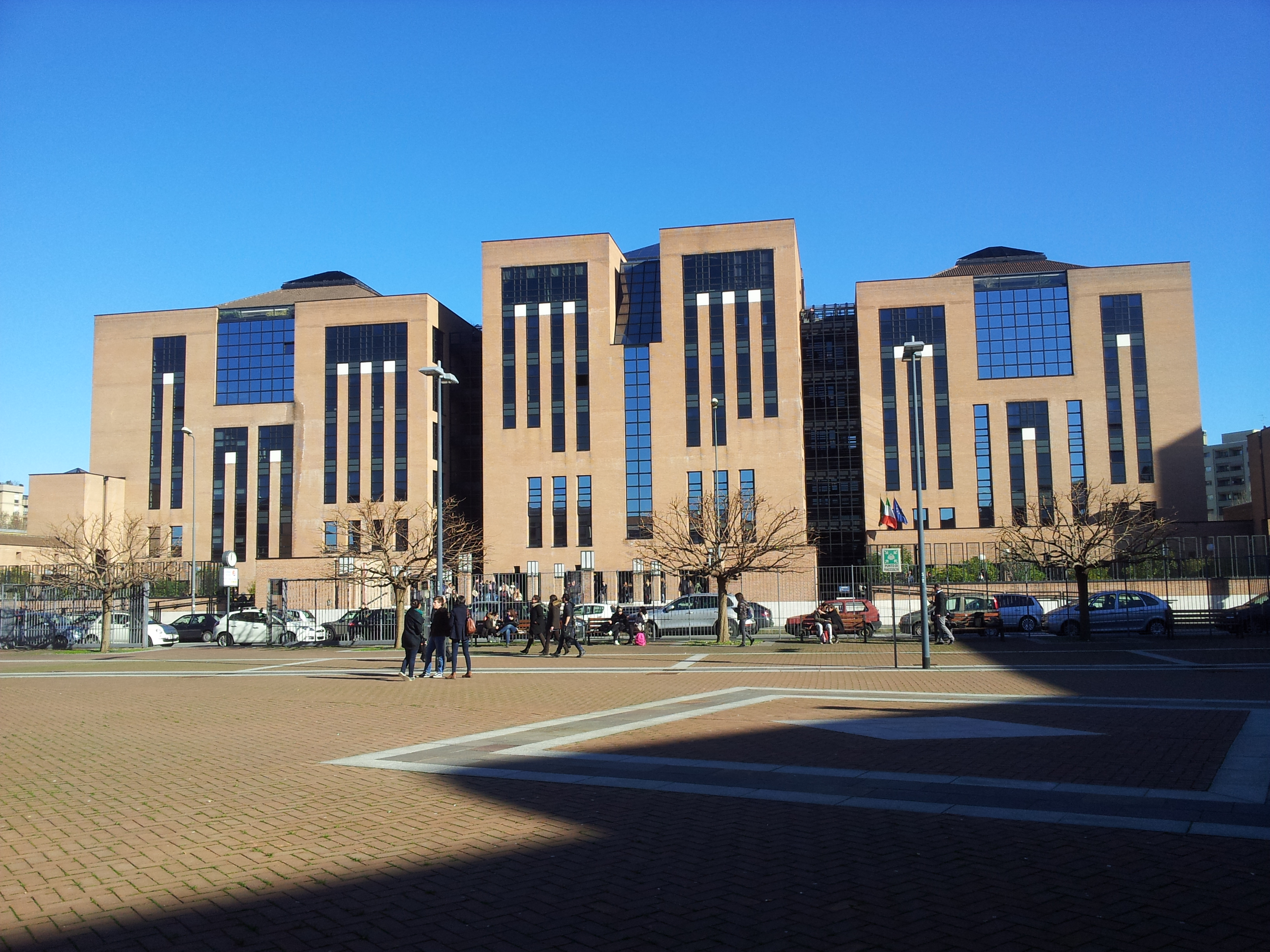
La Libera università di lingue e comunicazione IULM.

La più recente Università Vita-Salute San Raffaele, università privata specializzata in medicina e ricerca medica, fondata da Don Luigi Maria Verzé nel 1996, da dati analizzati dal Sole 24 Ore risulta essere la seconda università privata nel Paese in termini di qualità.
L'Istituto Europeo di Design, un'università privata specializzata in moda, design industriale e d'interni, audio-visual design tra cui la fotografia, pubblicità e marketing e comunicazione d'impresa, fondata nel 1966 oggi conta più di 8000 studenti iscritti. L'Istituto Marangoni, un istituto di moda con sedi a Milano, Londra e Parigi, fondata nel 1935, prepara professionisti altamente specializzati per la moda e il design.
La European School of Economics, Business School internazionale con campus a New York, Londra, Madrid, Firenze, Roma e Milano, fondata dal musicista, filosofo ed economista Elio D'Anna, è rinomata per i suoi corsi di laurea validati UK e per i suoi corsi brevi rivolti a studenti e professionisti, con uno speciale focus sul Fashion and Luxury.
La Domus Academy (DA), un istituto privato post laurea, offre una serie di master professionale in vari campi del design-oriented o di design-based come il design industriale, la gestione della moda, gestione urbana e di architettura, design d'affari, interaction design. Fondata nel 1982 da Gianfranco Ferré e Andrea Branzi, la DA attira oggi studenti da tutto il mondo interessati all'interazione fra ricerca, progettazione e gestione. 
Altre università presenti in città sono la Facoltà teologica dell'Italia settentrionale di fine Ottocento, sita presso la Basilica di San Simpliciano, la NABA - Nuova Accademia di Belle Arti fondata nel 1980, specializzata nel campo delle Arti Visive, Graphic Design, Design, Moda, Media Design e Design Teatro. L'Accademia di belle arti europea dei media, la Fondazione Scuole Civiche di Milano di recente istituzione, la SAE International College - School of Audio Engineering, l'Università degli Studi "Niccolò Cusano".
Milano si trova al 34º posto tra le migliori città universitarie al mondo, secondo la classifica QS Best Student Cities 2015, unica italiana tra le prime cinquanta; la classifica tiene conto di diversi parametri: ranking delle istituzioni universitarie presenti, popolazione studentesca, desiderabilità, economicità.
Ben cinque atenei milanesi sono presenti nel QS World University Rankings, Università degli Studi di Milano Statale, Politecnico di Milano, Università Cattolica del Sacro Cuore, Università Vita-Salute San Raffaele e Università commerciale Luigi Bocconi, garantiscono un'eccellenza accademica riconosciuta dai datori di lavoro in tutto il mondo. Secondo un sondaggio del Comune di Milano effettuato nel 2012, Milano è anche la meta del 40% dei laureati italiani all'estero che tornano in Italia.